# 圣彼得斯-莱乌
圣彼得斯-莱乌（荷蘭語：Sint-Pieters-Leeuw，荷蘭語發音：[sɪnt ˌpitərs ˈleːu̯]）是比利时弗拉芒大區弗拉芒布拉班特省哈勒-维尔福德区的一个市镇，东北与布鲁塞尔首都大区接壤，面积40.38平方千米，人口34,038人（2018年1月1日）。圣彼得斯-莱乌是弗拉芒社群的一部分，官方语言与当地多数居民使用的语言为荷蘭語，不过当地有一定数量的法语人口，但圣彼得斯-莱乌并不是一个语言便利市镇，市政部门不为法语人士提供语言便利。